# Witchblade: Morte e rinascita
Witchblade: Morte e rinascita è un volume unico pubblicato da Panini Comics che raccoglie 8 numeri (96-103) della serie regolare di Witchblade uscita negli Stati Uniti. Oltre a contenere anche il numero 100 della testata, è ricco di avvenimenti che segnano il passaggio dalle vecchie avventure di Sara Pezzini alle nuove.

## La Confessione
(Witchblade 96: True Confessions) Nel capitolo finale del caso della piccola Keisha, la nipote di una sua amica, Sara Pezzini scopre finalmente l'assassino della bambina, Lorenzo, un giovane gangster che ha rapito e violentato la ragazzina. Sara riesce a convincere l'uomo a confessare ricorrendo all'uso di Witchblade, rischiando quasi di ucciderlo. Dopo l'interrogatorio, viene invitata a cena dal suo collega Patrick Gleason, ma la serata viene interrotta dall'improvviso arrivo di una vecchia conoscenza di Sara, Ian Nottingham, in fuga da dei sicari della mafia giapponese.

## Vecchie Abitudini parte 1
(Witchblade n.97: Old Habits part 1) Sara salva Ian dai suoi aguzzini usando Witchblade e poi lo porta a casa sua per medicarlo. Intuendo che tra i due in passato c'è stato qualcosa di più di un'amicizia e non convinto dalla descrizione di Sara sulla professione di Ian, Patrick Gleason li lascia soli. Sara rifiuta di aiutare Ian con Witchblade nella sua lotta contro la Yakuza e gli consiglia di recarsi dal Curatore perché gli dia aiuto: nel negozio dell'uomo, Ian trova la Spada di Sangue, uno dei 13 artefatti e decide di attaccare i clan della Yakuza di New York per diventarne il capo.

## Vecchie abitudini parte 2
(Witchblade n.98: Old Habits part 2) Sara scopre il furto della Spada di Sangue e insegue Ian Nottingham
fino nel covo dei clan: qui lo aiuta a sconfiggere il boss Nogawa, l'uomo che Ian voleva uccidere per prendere il controllo della sua organizzazione. Al termine della colluttazione, Sara arresta Ian e riporta la Spada al negozio del Curatore per poi incontrare Patrick Gleason in un pub: poco prima che i due riescano a scambiarsi il primo bacio, Sara riceve una telefonata in cui le viene detto che il suo ex collega, Jake, è appena uscito dal coma.

## Nel Buio... qualcosa si muove
(Witchblade n.99: in the Darkness... something stirs) Jacke McCarthy, ex collega di Sara si risveglia dal coma, ma si rivela essere posseduto dal Dio Oscuro, un'entità che vuole dominare il mondo trasformandolo in un inferno. Inizia una lotta nella quale Witchblade viene quasi subito sopraffatta.

## Capitolo 100
(Witchblade n.100). Per celebrare il centesimo numero della testata, viene ripercorsa la storia di Witchblade attraverso le immagini di alcune delle precedenti detentrici che intervengono per salvare Sara dalla furia del Dio Oscuro e ridare fiducia all'ultima detentrice. Jacke McCarthy si libera dell'influenza del Dio Oscuro e si suicida per impedirgli di ritornare nel mondo. Al termine del conflitto Sara confessa a Patrick, intervenuto per aiutarla, di essere incinta.

## Morte e Rinascita
Witchblade n.101: Death and Birth). Dopo il funerale di Jake, Sara e Patrick tornano sull'argomento della gravidanza della donna, che confessa di non sapere l'identità del padre del bambino poiché non ha rapporti da molto tempo. Sara si reca dal Curatore per chiedere consiglio e lui le racconta che non è la prima detentrice a rimanere incinta e che può decidere di tenere Witchblade o cederlo a un'altra, anche se la decisione dipende da Witchblade stessa. Rientrando alla sede della polizia, Sara si scontra con una giovane, Danielle, e la Lama Stregata reagisce in modo strano alla presenza della nuova ragazza. Intanto giunge la notizia dell'evasione di Ian Nottingham.

## L'eterna danza
(Witchblade n.102: the eternal dance). Danielle è una giovane studentessa di danza in una scuola di New York e, anche se la danza è la sua passione, non sa ancora se può fare di ciò il suo futuro. Sara affronta il fuggitivo Ian che le propone di lasciare il suo lavoro e andare via con lui: la donna rifiuta e lo arresta di nuovo. Intanto, appurato che è davvero incinta, decide di tenere il bambino.

## Trasferimento
(Witchblade n.103: Trasference). Rimane solo da risolvere la questione di Witchblade: dopo aver parlato a lungo anche con Patrick, Sara decide che la cosa migliore da fare è cederla a una nuova detentrice. Si reca nuovamente dal Curatore, dove incontra Danielle. L'incontro non è un caso e lo stesso Curatore confessa a Sara che Witchblade ha già scelto la sua nuova detentrice: Sara, all'inizio riluttante nel cedere la Lama Stregata a una ragazza così giovane come Danielle, alla fine si lascia convincere. Danielle è così la nuova detentrice dell'Equilibrio.